# Slovenska bergsleden
Slovenska bergsleden (slovenska: Slovenska planinska pot) eller Transverzala är en vandringsled i Slovenien som sträcker sig från Maribor till Koper. Sträckningen följer de slovenska bergen västerut för att sedan i Nationalparken Triglav vända söderut, ner mot kusten och längden är ungefär 550 km.

## Tillkomst
Redan 1950 föreslog professor Ivan Šumljak (1899-1984) en vandringsled genom de slovenska bergen, men dess genomförande dröjde till 1953, när det Slovenska alpinistförbundet firade 60-årsjubileum. 1954 förklarades leden öppnad för att "visa de slovenska bergens hela skönhet" och när den öppnades så var det den första vandringsleden i Alperna. Sedan dess har dess sträckning ändrats ett flertal gånger, men den fortsätter att följa samma generella led från Maribor till Ankaran.

## Punkter
Den Slovenska bergsleden består av 71 punkter som oftast utgörs av bergstoppar, men även fjällstugor och Partisansjukhuset Franja. Det finns ingen regel om att det bara är berg som är relevanta, till exempel var också Predjama en punkt längs transverzalan tidigare. I dagsläget är punkterna distribuerade så att 10 ligger i Pohorje och nordöst, 19 i Kamnik-Savinja alperna, 5 i Karawankerna, 22 i Juliska alperna och i sydvästra Slovenien finns de 15 sista.

## Stämplar
I Slovenien finns det en stark tradition av att registrera var man vandrat. Detta gör man bland annat genom gästböcker som förvaras dels i fjällstugor, dels i små metallådor som finns på en del bergstoppar. Det huvudsakliga sättet är dock genom stämplar, som antingen förvaras i fjällstugor eller i metallådorna som finns på bergstoppar eller som ibland sitter fast i markörstenen på bergstoppar. För den som vill vandra den Slovenska bergsleden finns det ett särskilt häfte att köpa som är gjort för att samla alla stämplar som finns vid de olika punkterna som knyts ihop av transverzalan. Att vandra delar av leden är väldigt vanligt bland slovener och särskilt den delen som leder till Triglav har en särställning i slovensk kultur och identitet.